# Jean-Jacques Boissard

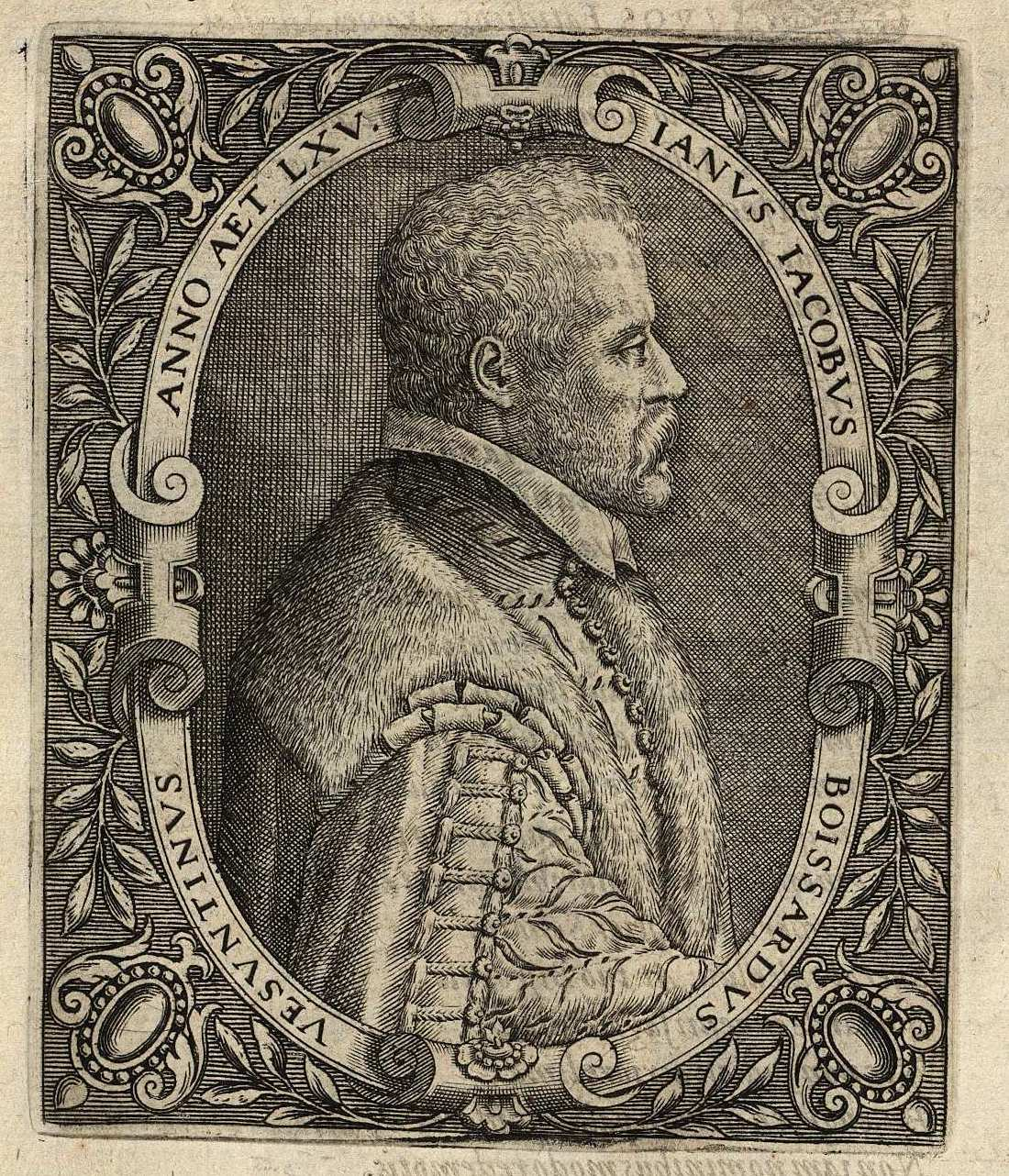
ianvs iacobvs / boissardvs / vesuntinvs / anno aet lxv. Grabado de Johann Theodor de Bry según Theodor de Bry para su edición del Tractatus posthumus de divinatione & magicis præstigiis, Oppenheim, 1615.

Jean-Jacques Boissard, latinizado Janus Jacobus Boissardus (Besanzón, 1528-Metz, 30 de octubre de 1602) fue un humanista, anticuario, poeta, escritor en lengua latina, editor, dibujante, coleccionista y falsificador de obras de arte francés, natural del Franco Condado.

## Biografía
Recibió las enseñanzas de su tío Hugues Babet (Hugo Babelus, 1474-1556), profesor de griego itinerante, a quien acompañó en algunos de sus viajes por Europa asistiendo a muchas universidades como tutor privado de jóvenes nobles. En torno a 1558 residió alrededor de un año en Roma donde copió inscripciones y otras antigüedades que utilizó posteriormente en los varios libros que publicó sobre materias clásicas ilustrados con grabados abiertos por Theodor de Bry. También en su trabajo como preceptor de jóvenes nobles acompañándolos en sus viajes de estudio tuvo la oportunidad de conocer a otros muchos humanistas, escritores y científicos de los que obtuvo información biográfica y retratos —que en algún caso pudo hacer él mismo como hábil dibujante— para ser empleados en sus Icones virorum illustrium, colección de cien biografías de eruditos con sus retratos grabados en cobre también por De Bry. De religión protestante, hubo de exiliarse de su patria estableciéndose en Metz de forma definitiva a partir de 1583. Allí contrajo matrimonio en 1587 con Mary Aubry, hija del editor Jean Aubry. Pero su notable trabajo de erudición y divulgación se ha visto al mismo tiempo ensombrecido con acusaciones de falsario y de plagiar obras, entre otros, de Antonio Lafreri y de André Thevet.

## Obras
- Poemata, Basilea, 1574.[5]
- Habitus variarum gentium, [Metz], Caspar Rutz, 1581; libro dedicado a los trajes del mundo ilustrado con grabados anónimos atribuidos en algún caso a Julius Goltzius.[6]
- Emblemata cum tetrastichis latinis, Metz, Jean Aubry, 1584.
- Emblematum liber, Fráncfort, 1593; con grabados de Theodor de Bry.[7]
- Vitae et icones sultanorum Turcicorum..., Fráncfort, 1596, con ilustraciones de Theodor de Bry contando con la ayuda de sus hijos Johann Theodor y Jan Isräel.[8]
- Theatrum vitæ humanæ, [Metz], 1596. Con grabados de Theodor de Bry.[9]
- Icones quinquaginta virorum illustrium, doctrina et eruditione præstantium, partes 1 y 2, Fráncfort, 1597-1598. Los sucesores de Boissard y de Theodor de Bry, comenzando por los hijos de este, ampliarán la serie dándole el título de Bibliotheca chalcographica, que pasará de contar con cien biografías a 437 y de dos partes a nueve.[3]
- Topographia urbis Romae, Fráncfort, 1597-1602; seis partes en tres tomos con ilustraciones de Theodor de Bry, las dos primeras dedicadas a la topografía romana y las cuatro restantes a las inscripciones y monumentos.[10]
- Tractatus posthumus de divinatione et magicis praestigiis, Oppenheim, 1615; tratado dedicado a las divinidades oraculares, sibilas y adivinos de la antigüedad grecorromana con ilustraciones de Johann Theodor de Bry.[11]